# Telingana capistrata
Telingana capistrata är en insektsart som beskrevs av William Lucas Distant 1908. Telingana capistrata ingår i släktet Telingana och familjen hornstritar. Inga underarter finns listade i Catalogue of Life.